# Plom de la Serreta d'Alcoi
El plom de la Serreta d'Alcoi és una làmina rectangular de plom amb inscripcions fetes en llengua ibèrica en alfabet grecoibèric. La làmina va ser trobada al sector E del poblat de la Serreta (Alcoi, Cocentaina i Penàguila), el 23 de gener del 1921, a les excavacions dirigides per Camil Visedo Moltó.

## Descripció
La làmina, de 17,1 cm de llargada i 6,2 cm d'amplada, es va trobar plegada i es va trencar en dues meitats en intentar desplegar-la. També s'aprecia una marca de plec en diagonal.
De les deu inscripcions sobre làmina de plom trobades a la Serreta d'Alcoi, la més famosa, tant pel fet d'haver-se conservat sencera com per la seva extensió, és la catalogada als Monumenta Linguarum Hispanicarum de Jürgen Untermann com a G.1.1, coneguda també com a Serreta I, i que es conserva al Museu Arqueològic Camil Visedo d'Alcoi (n. inv. 1016).
La inscripció està en llengua ibèrica, però l'escriptura usada no és l'habitual, el signari ibèric nord-oriental, sinó que és l'alfabet grecoibèric, una varietat de l'alfabet grec jònic. El primer text de la cara A consta de 186 signes entre cinc i sis mm distribuïts en set línies; el segon text de la cara A consta de 15 signes entre cinc i deu mm distribuïts en dues línies, i el text de la cara B consta de 133 signes entre cinc i nou mm distribuïts en cinc línies. El segon text de la cara A està escrit a través sobre els primers signes de cada línia del primer text, que han estat prèviament esborrats superficialment per facilitar l'escriptura del segon text. El primer text de la cara A està segmentat mitjançant interpuncions en forma de dos punts, mentre que, a la cara B i al segon text de la cara A, les interpuncions són de tres punts. Aquest fet i la presència del segon text de la cara A amortitzant part del primer text de la cara A són els arguments principals que donen suport a la idea que el plom conté almenys dos textos diferents i que el primer text de la cara A seria el primer a ser escrit.

## Transcripció
(cara A, 1r text):

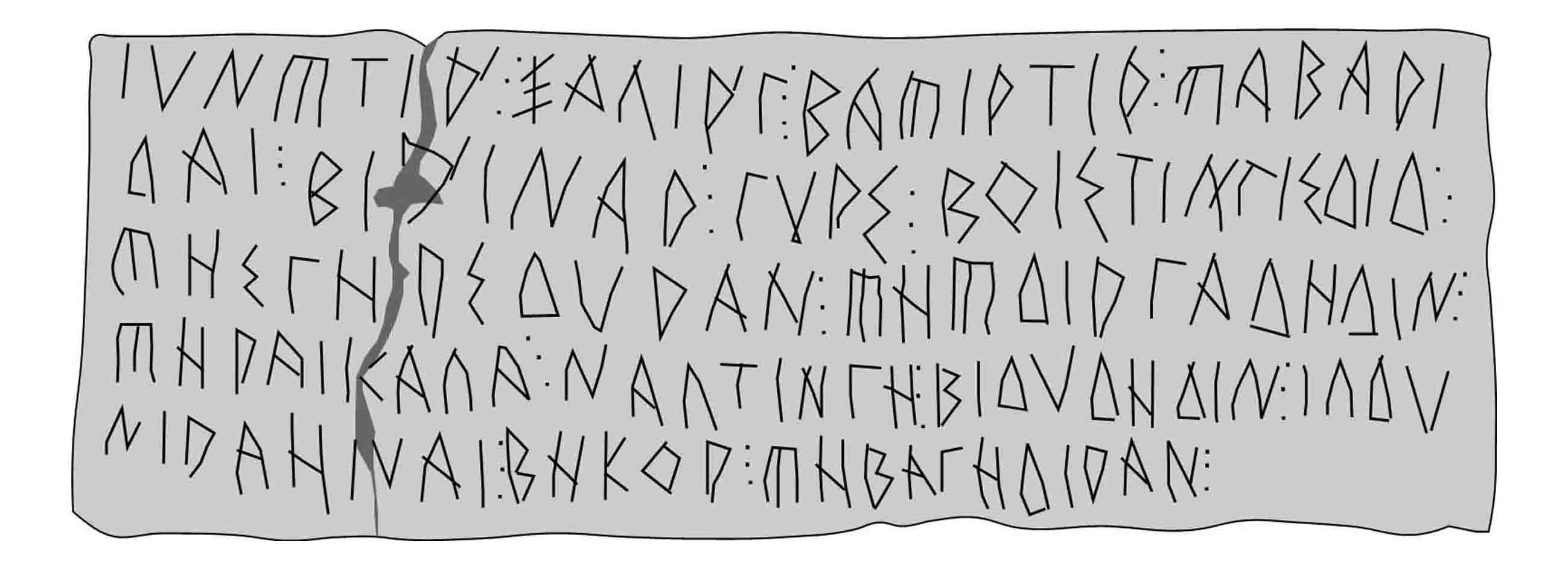
Cara B del plom de la Serreta (Alcoi)

iŕike · orti · gaŕokan · dadula · baśk
buiśtiner · bagaŕok · SSSX< · tuŕlbai
luŕa · leguśegik · baseŕokeiunbaida
uŕke · basbidiŕbartin · iŕike · baseŕ
okar · tebind · belagaśikauŕ · isbin
ai · asgandis · tagisgaŕok · binike
bin · śalir · kidei · gaibigait

(cara A, 2n text)

arnai :
sakaŕiskeŕ

(cara B):

iunstir : śalirg : baśiŕtiŕ : sabaŕi
dar : birinaŕ : guŕś : boiśtingiśdid
seśgeŕśduŕan : sesdiŕgadedin
seŕaikala : naltinge : bidudedin : ildu
niŕaenai : bekoŕ : sebagediŕan

(Untermann 1990, G.1.1)

## Interpretació
L'opinió acadèmica majoritària és que el significat concret dels textos presents en aquest plom és desconegut, com passa amb quasi tots els textos ibèrics d'una certa longitud, ja que el coneixement actual de la llengua ibèrica és insuficient per a interpretar-los completament. Tot i així, hi ha indicis al text que permeten fer-ne una certa aproximació al contingut. Així, per a Orduña (2006, 408), el primer text de la cara A, el primer a ser escrit, podria ser de tipus comercial, tenint en compte la presència de numerals i de la paraula śalir, present freqüentment en monedes de plata. Mentre que el text de la cara B seria una carta, circumstància suportada per la presència de la paraula iunstir a l'inici del text, freqüent en l'encapçalament de textos, i per la indicació del destinatari en el segon text de la cara A, de manera que fos visible amb el plom enrotllat, de forma similar al que es coneix en l'epigrafia grega sobre plom que sovint conté textos comercials. El contingut de la carta, probablement, tingués contingut comercial, tenint en compte que, com en el primer text, apareix la paraula śalir.
Des del punt de vista del bascoiberisme extrem, s'han proposat amb l'ajut de diccionaris de llengua basca múltiples traduccions sempre diferents, que no tenen gens de credibilitat en el món acadèmic. Fletcher (1992) en recull onze, però també d'altres des de l'arameu, el llatí, el grec, el fenici, l'indoeuropeu, etc.